# Austrochaperina septentrionalis
Austrochaperina septentrionalis és una espècie de granota que viu a Papua Nova Guinea.